# Barreneilanden

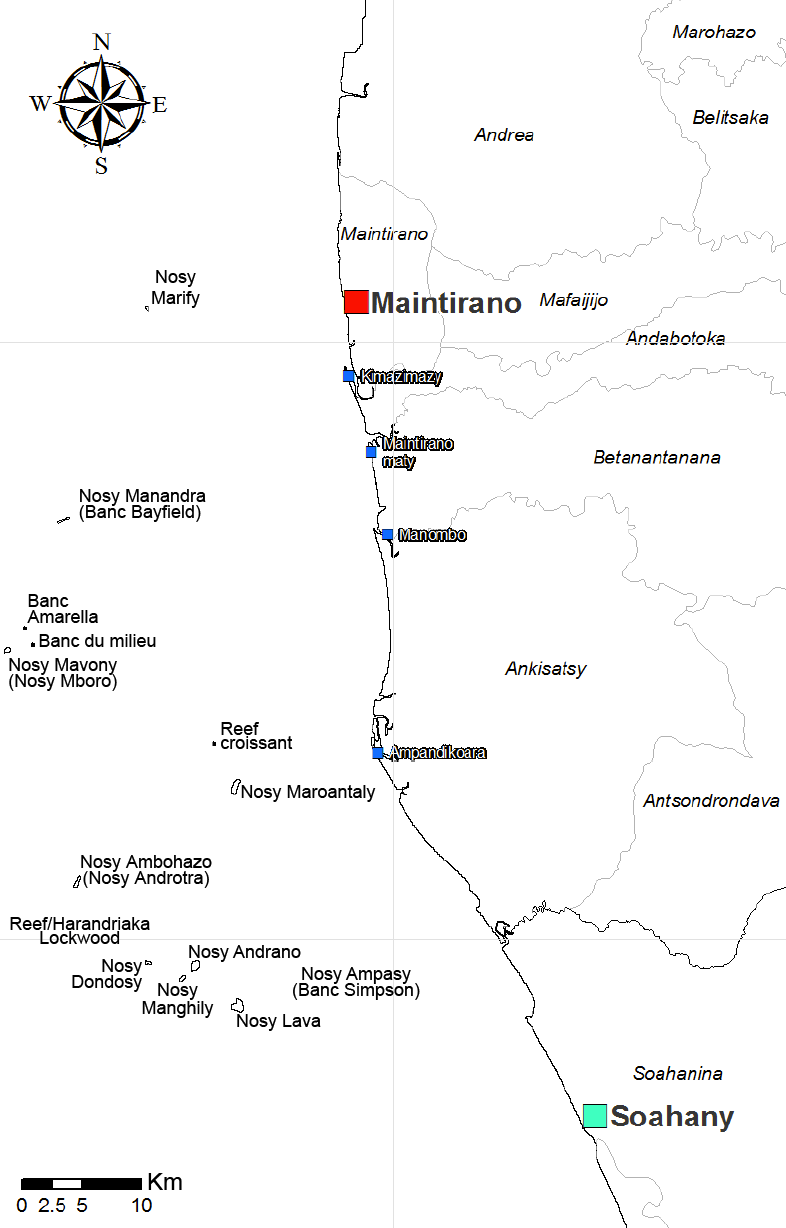
Kaart van de Barren Eilanden

De Barreneilanden (Malagassisch: Nosy Barren) vormen een archipel gelegen tussen ongeveer 15 tot 40 kilometer van de westkust van de Malagassische regio Melaky. De eilandengroep bestaat uit negen hoofdeilanden/-zandbanken.

## Populatie
Voorheen verboden lokale gewoonten het om op de eilandengroep te leven en was het alleen lokale vissers toegestaan er te verblijven of rusten voor een paar dagen. Sinds 2004 zijn Vezo-vissers uit het zuiden van Toliara in het zuidwesten van Madagaskar in groeiende mate naar de eilanden gemigreerd. Velen verblijven nu tussen maart en december voor soms wel tien maanden op de eilanden in tijdelijke hutten gemaakt van palmen, dekzeilen en stukken hout.

## Geografie
De Barreneilanden bestaan uit de volgende negen hoofdeilanden:
- Nosy Marify
- Nosy Manandra (ook wel Banc Bayfield)
- Nosy Mboro (ook wel Nosy Mavony)
- Nosy Maroantaly
- Nosy Abohazo (ook wel Nosy Androtra)
- Nosy Dondosy
- Nosy Mangily
- Nosy Andrano
- Nosy Lava